# Villa Chigi di Vicobello
Villa Chigi di Vicobello, detta anche le Volte di Vicobello, è una villa di Siena, in località Vico alto.
La villa, posta sulla cima di un ripido crinale, è una residenza rinascimentale nei dintorni della città. 

## Storia
Non si conoscono con precisione le date di realizzazione della villa e il nome dell'architetto. Si sa che fu creata verosimilmente negli anni venti del Cinquecento per la famiglia Chigi-Zondadari, i cui discendenti sono tuttora proprietari dell'immobile. 
Il progetto viene normalmente attribuito a Baldassarre Peruzzi, architetto dei Chigi, che in effetti qui avrebbe messo in pratica alcune sue tipiche invenzioni, assenti nelle altre ville coeve della campagna senese, quali i muri di terrazzamento e l'esedra alla fine del giardino di limoni, tutti derivanti dallo studio dell'architettura antica.

## Descrizione

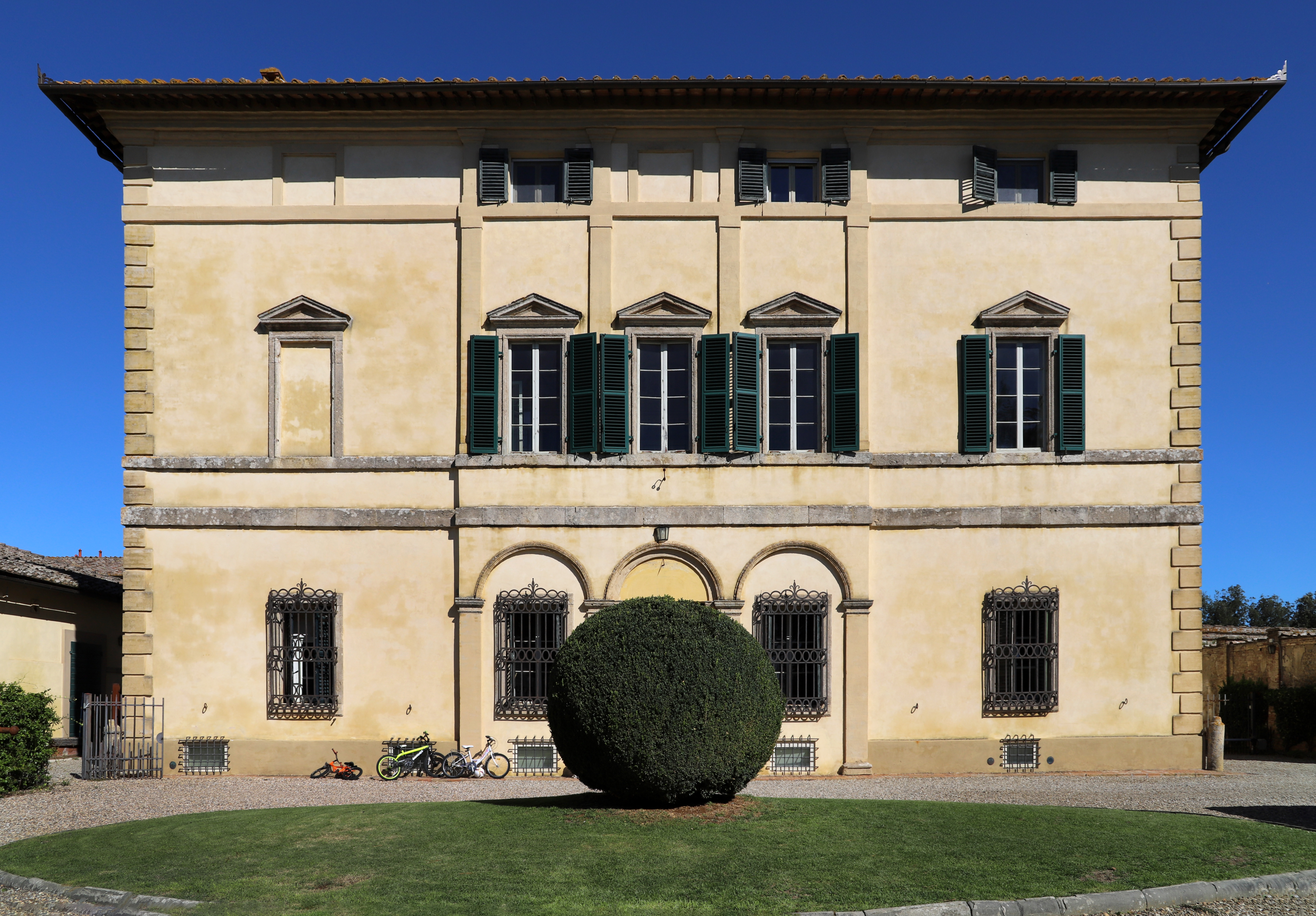
L'edificio padronale

L'edificio, a pianta rettangolare, è caratterizzato da una facciata intonacata e rivolta al panorama su Siena. La parte centrale è in leggero aggetto e comprende al piano terra tre arcate, oggi tamponate, e tre finestre ravvicinate ai due piani superiori (con timpano triangolare al primo piano), scandite da lesene, che con cornici marcapiano che completano, con le bugne ai cantoni, la composizione della facciata. Anche i prospetti laterali sono trattati in modo analogo a quello principale. L'effetto è di severa semplicità, con un volume che non spicca per le dimensioni, ma per le calibrate proporzioni.
Gli ambienti interni ruotano attorno al grande salone centrale, rinnovato verso il 1770 quando la vedova Violante Chigi, appassionata di letteratura, ospitò il celebre Giacomo Casanova. È decorato da fastosi tendaggi e affresci a trompe-l'œil, e contiene al centro un piccolo tavolo circolare per il gioco del biribissi. 
Alla villa è annessa una serie di edifici di servizio coevi all'edificio padronale (scuderie, magazzini, edifici per la servitù e cappella), separati e raccordati al tempo stesso dal cortile, che assume quindi la funzione di cuore dell'insediamento, come nel castello di Belcaro (pure del Peruzzi). Per l'ottimo stato di conservazione del progetto originario peruzziano, la villa rappresenta uno dei più esemplari esempi di insediamento signorile rinascimentale di campagna del senese.

### Il giardino

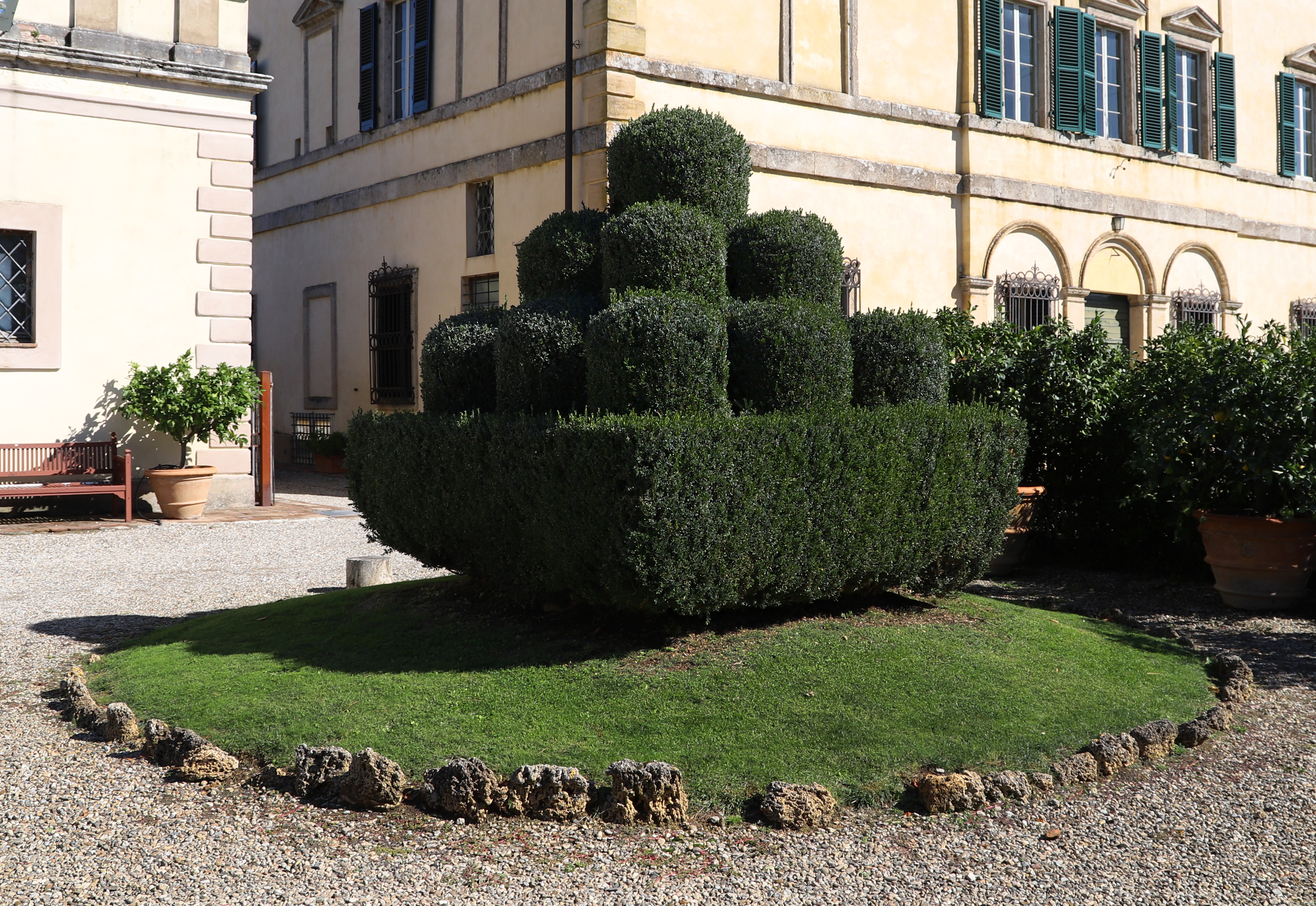
Siepe a forma di stemma Chigi

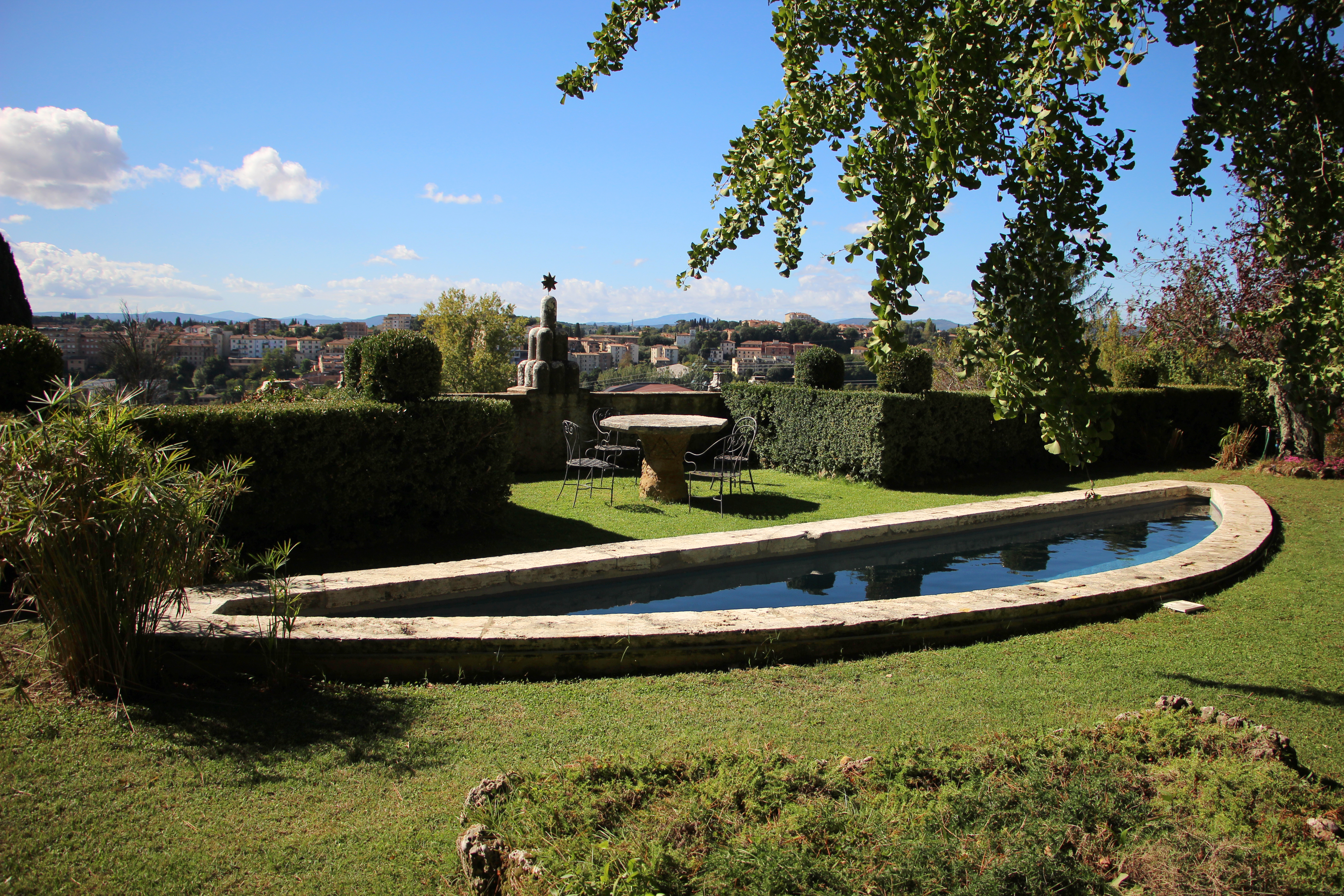
Il giardino botanico, con vista su Siena

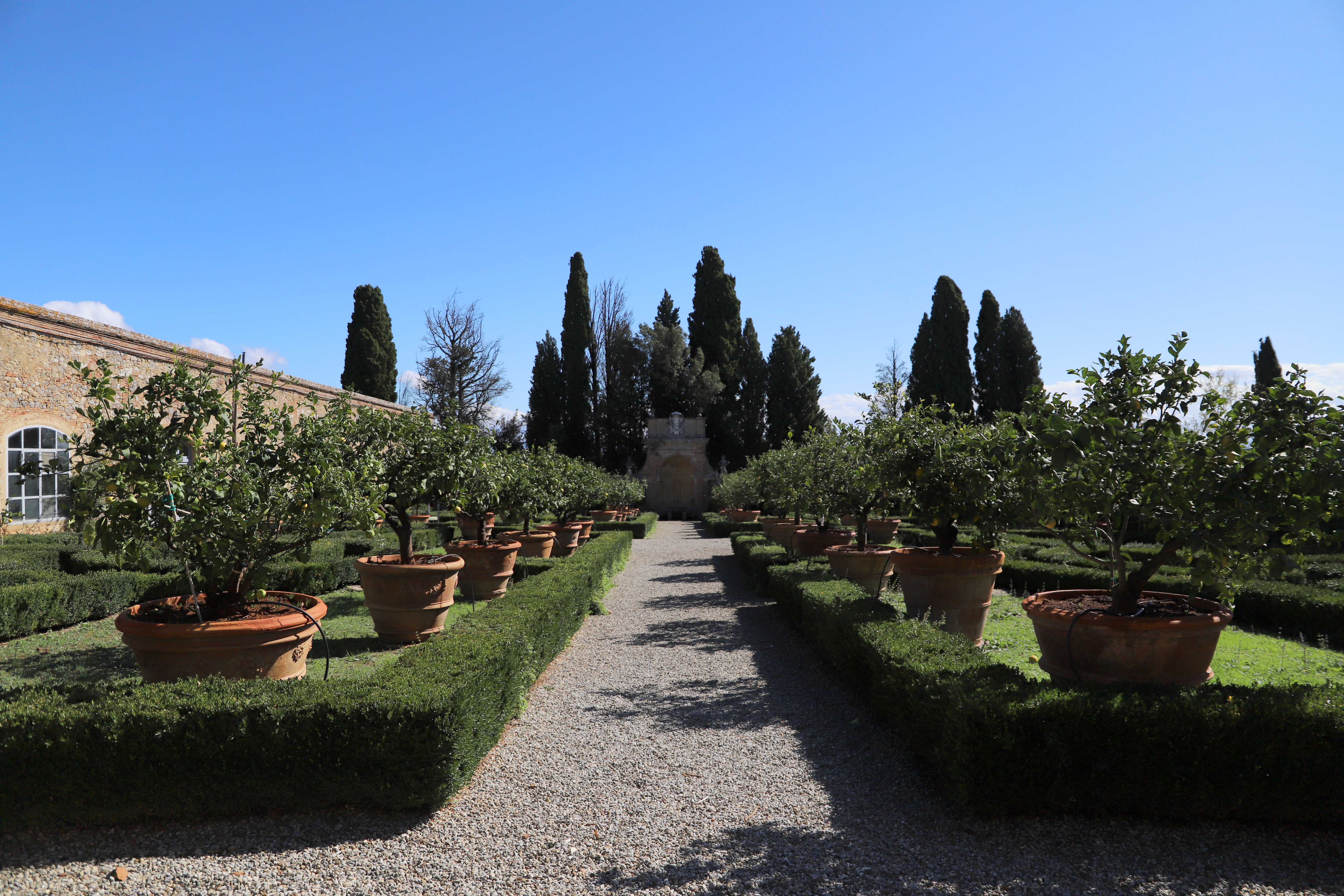
Il giardino dei limoni

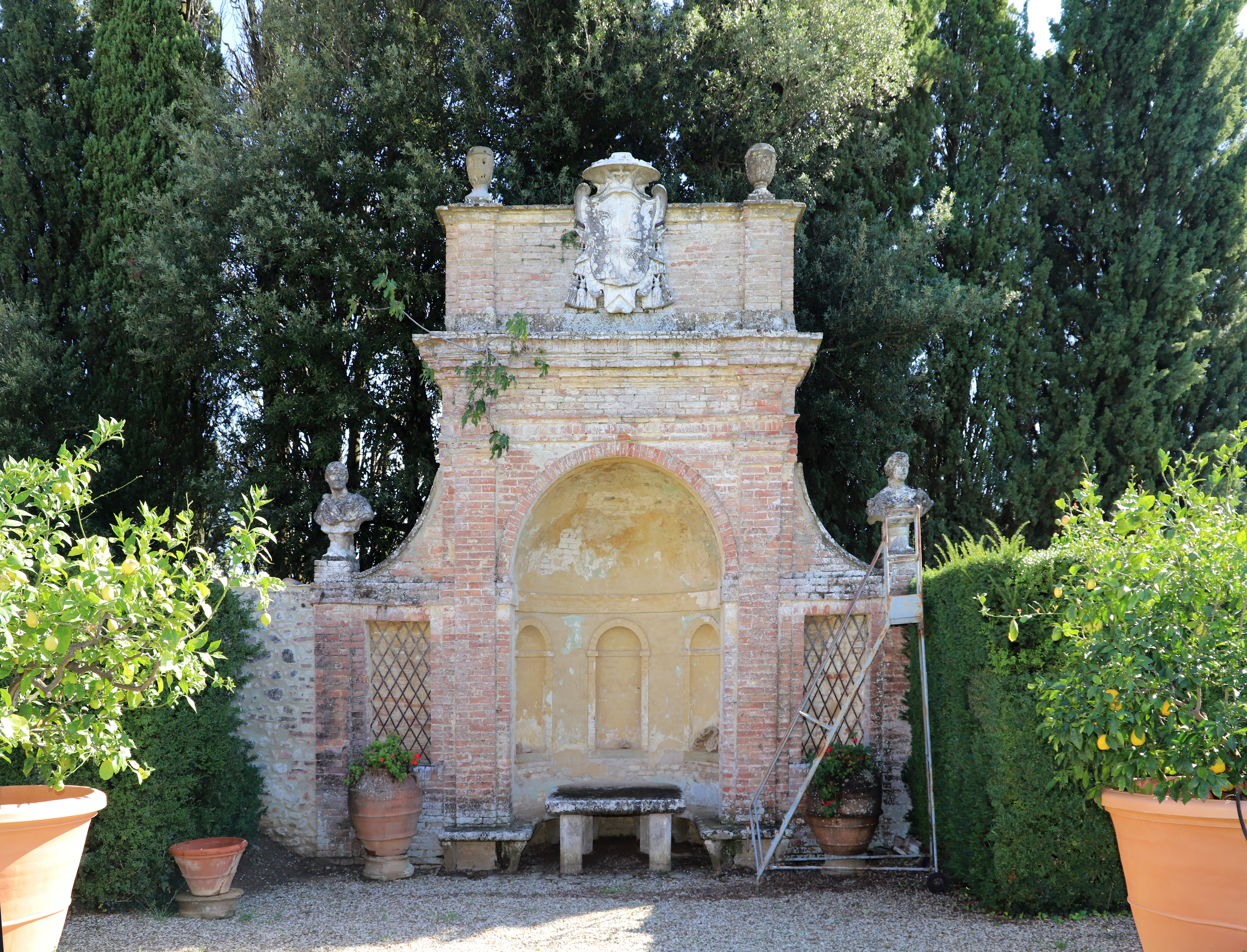
L'esedra

Il giardino si sviluppa su vari terrazzamenti, collegati da rampe di scale, secondo due assi. Il principale parte dall'ingresso e dopo aver attraversato il cortile, su cui si affacciano il retro della villa e gli annessi, attraversa il corpo dell'edificio della villa, la terrazza sulla fronte della villa, rivolta verso la città (dove sono collocate, con tipico gusto barocco, grandi aiuole ovali di piante stagionali e perenni disposte a riprodurre lo stemma Chigi), e scende due terrazzamenti. Nel primo, detto dei "pratini", vi erano fino a pochi decenni or sono alcuni tigli, eliminati nel 1963 per ripristinare la prospettiva. 
Una scala a doppia rampa porta al "giardino botanico", creato nella seconda metà dell'Ottocento da Bonaventura Chigi. In questo giardino, nel Cinquecento solo un orto, è stato realizzato in epoca romantica un vero e proprio esperimento di acclimatazione di piante esotiche, a scopo ornamentale. Oggi è uno spazio occupato da aiuole fiorite, delimitate da sassi spugnosi, all'ombra di un Ginkgo biloba e un cedro del Libano. Una peschiera ad emiciclo chiude la prospettiva.
Il secondo asse, perpendicolare al primo, e tangente al retro della villa, attraversa nel cortile un portale d'ingresso monumentale, guarnito da un elaborato cancello che immette nel "giardino dei limoni", e termina con un'esedra. Questa parte del giardino, su cui un tempo erano coltivate viti su pergolati, è un parterre recinto su tre lati da una cinta muraria e su cui si apre, sul quarto lato, a schermare il nord, una limonaia, utilizzata come ricovero per le piante d'agrumi. Questo spazio, spartito in quattro grandi aiuole bordate in bosso, ospita un'antica collezione d'aranci e di limoni posti in grandi vasi di terracotta, tra cui antiche varietà ibride proprie.
Sul fondale di questo giardino formale si può apprezzare la qualità architettonica dell'esedra, realizzata in pietra serena, provvisti di lesene agli angoli e da una grande nicchia centrale ad arco a tutto sesto, inquadrata da un gruppo di cipressi. La parte alta dell'esedra è coronata dallo stemma gentilizio, con ai lati due urne decorative. All'interno sono disposti un tavolo in pietra e sedili circolari, addossati alla parete della nicchia. 
Anche dal giardino dei limoni un percorso discende verso altri terrazzamenti: il primo, il cosiddetto pomario, è diviso in aiuole geometriche, dove ancora oggi sono messi a dimora alberi da frutto. Da questo si accede ad un secondo terrazzamento, il giardino delle azalee, dove si trovano fiori da recidere come calle e zinnie nonché piante di camelie, oleandri, una palma e piante di papiro. Un glicine corre lungo il muro perimetrale. Una porta segreta, rivestita di rocce rustiche, mette in comunicazione il giardino delle azalee con il terrazzamento adiacente. 
A nord, di fronte all'ingresso principale della villa, sull'altro lato della strada per Vicobello, si trova una piccola esedra a muro, con sedili, al cui centro si apre un cancello che immette nel selvatico, una vasta area tenuta a bosco.